# 多米尼克行政区划

多米尼克联邦行政区划

多米尼克国分为10个堂区，分别为：
- 圣安德鲁区
- 圣戴维区
- 圣乔治区
- 圣约翰区
- 圣约瑟夫区
- 圣卢克区
- 圣马克区
- 圣帕特里克区
- 圣保罗区
- 圣彼得区

另於東部設有加勒比人領地。